# World Padel Tour 2014
El World Padel Tour 2014 es la segunda edición del World Padel Tour, el circuito de padel más prestigioso del mundo. En esta temporada Fernando Belasteguín y Juan Martín Díaz volvieron a lograr el número 1, en el que fue su último año juntos.

## Calendario
| Torneo            | Ciudad             | País                   | Fecha                               |
| ----------------- | ------------------ | ---------------------- | ----------------------------------- |
| Barcelona Open    | Barcelona          | España                 | 19 de mayo - 25 de mayo             |
| Badajoz Open      | Badajoz            | España                 | 9 de junio - 15 de junio            |
| Córdoba Open      | Córdoba            | España                 | 23 de junio - 29 de junio           |
| Castellón Open    | Castellón          | España                 | 7 de julio - 13 de julio            |
| Málaga Open       | Málaga             | España                 | 21 de julio al 27 de julio          |
| Marbella Open     | Marbella           | España                 | 4 de agosto - 10 de agosto          |
| Alicante Open     | La Nucía, Alicante | España                 | 18 de agosto - 24 de agosto         |
| Alcobendas Open   | Alcobendas         | España                 | 1 de septiembre - 7 de septiembre   |
| Sevilla Open      | Sevilla            | España                 | 15 de septiembre - 21 de septiembre |
| Lisboa Open       | Lisboa             | Portugal               | 29 de septiembre - 5 de octubre     |
| Canarias Open     | Tenerife           | España                 | 13 de octubre - 19 de octubre       |
| Valencia Open     | Valencia           | España                 | 3 de noviembre - 9 de noviembre     |
| San Fernando Open | San Fernando       | España                 | 17 de noviembre - 23 de noviembre   |
| Argentina Open    | Córdoba            | Argentina              | 24 de noviembre - 30 de noviembre   |
| Dubai Open        | Dubái              | Emiratos Árabes Unidos | 8 de diciembre - 12 de diciembre    |
| Master Final      | Madrid             | España                 | 17 de diciembre - 21 de diciembre   |

## Campeones por torneo

### Competición masculina
| Torneo               | Ganadores                               | Finalistas                              | Resultado                |
| -------------------- | --------------------------------------- | --------------------------------------- | ------------------------ |
| Barcelona            | Fernando Belasteguín y Juan Martín Díaz | Juani Mieres y Pablo Lima               | 6-3, 4-6, 6-2 y 6-3      |
| Badajoz              | Fernando Belasteguín y Juan Martín Díaz | Juani Mieres y Pablo Lima               | 6-4, 6-3 y 6-2           |
| Córdoba              | Fernando Belasteguín y Juan Martín Díaz | Juani Mieres y Pablo Lima               | 6-2, 6-7, 6-3 y 6-3      |
| Castellón            | Juani Mieres y Pablo Lima               | Fernando Belasteguín y Juan Martín Díaz | 2-6, 6-3, 6-3, 6-3       |
| Málaga               | Maxi Sánchez y Sanyo Gutiérrez          | Juani Mieres y Pablo Lima               | 4-6, 6-4, 6-2 y 6-4      |
| Marbella             | Fernando Belasteguín y Juan Martín Díaz | Paquito Navarro y Adrián Allemandi      | 6-1, 6-7, 6-3 y 6-4      |
| Alicante             | Juani Mieres y Pablo Lima               | Fernando Belasteguín y Juan Martín Díaz | 2-6, 7-5, 7-6, 4-6, 7-5  |
| Alcobendas           | Fernando Belasteguín y Juan Martín Díaz | Cristián Gutiérrez y Matías Díaz        | 6-4, 4-6, 5-7, 6-3 y 6-4 |
| Sevilla              | Fernando Belasteguín y Juan Martín Díaz | Maxi Sánchez y Sanyo Gutiérrez          | 6-3, 6-3, 6-1            |
| Lisboa               | Fernando Belasteguín y Juan Martín Díaz | Maxi Sánchez y Sanyo Gutiérrez          | 6-4, 6-4 y 6-1           |
| Tenerife             | Fernando Belasteguín y Juan Martín Díaz | Juani Mieres y Pablo Lima               | 6-4, 1-6 y 6-2           |
| Valencia             | Paquito Navarro y Maxi Grabiel          | Fernando Belasteguín y Juan Martín Díaz | 6-2, 3-6, 6-3 y 7-5      |
| San Fernando         | Paquito Navarro y Maxi Grabiel          | Maxi Sánchez y Sanyo Gutiérrez          | 7-5, 5-7, 7-5 y 7-6      |
| Córdoba              | Fernando Belasteguín y Juan Martín Díaz | Maxi Sánchez y Sanyo Gutiérrez          | 6-1, 5-7 y 6-3           |
| Dubái                | Cancelado                               |                                         |                          |
| Máster Final, Madrid | Maxi Sánchez y Sanyo Gutiérrez          | Fernando Belasteguín y Juan Martín Díaz | 7-6, 5-7 y 7-5           |

### Competición femenina
| Torneo               | Ganadores                                   | Finalistas                                  | Resultado      |
| -------------------- | ------------------------------------------- | ------------------------------------------- | -------------- |
| Barcelona            | Icíar Montes y Alejandra Salazar            | Mapi Sánchez Alayeto y Majo Sánchez Alayeto | 1-6, 6-3 y 6-3 |
| Badajoz              | Mapi Sánchez Alayeto y Majo Sánchez Alayeto | Icíar Montes y Alejandra Salazar            | 6-4, 3-6 y 6-4 |
| Córdoba              | No se disputó                               |                                             |                |
| Castellón            | No se disputó                               |                                             |                |
| Málaga               | Mapi Sánchez Alayeto y Majo Sánchez Alayeto | Elisabeth Amatriaín y Patricia Llaguno      | 6-2 y 6-3      |
| Marbella             | Mapi Sánchez Alayeto y Majo Sánchez Alayeto | Elisabeth Amatriaín y Patricia Llaguno      | 6-3 y 7-5      |
| Alicante             | Elisabeth Amatriaín y Patricia Llaguno      | Icíar Montes y Alejandra Salazar            | 6-3 y 6-3      |
| Alcobendas           | Icíar Montes y Alejandra Salazar            | Carolina Navarro y Cecilia Reiter           | 7-6 y 6-2      |
| Sevilla              | Icíar Montes y Alejandra Salazar            | Catalina Tenorio y Marta Marrero            | 6-7, 7-6 y 6-2 |
| Lisboa               | No se disputó                               |                                             |                |
| Tenerife             | No se disputó                               |                                             |                |
| Valencia             | Catalina Tenorio y Marta Marrero            | Lucía Sainz y Marta Ortega                  | 6-2 y 6-4      |
| San Fernando         | No se disputó                               |                                             |                |
| Córdoba              | No se disputó                               |                                             |                |
| Dubái                | Cancelado                                   |                                             |                |
| Máster Final, Madrid | Mapi Sánchez Alayeto y Majo Sánchez Alayeto | Lucía Sainz y Marta Ortega                  | 6-4 y 7-5      |

## Ranking a final de temporada

### Ranking Masculino
| Ranking | Nombre               | País      | Puntos |
| ------- | -------------------- | --------- | ------ |
| 1       | Fernando Belasteguín | Argentina | 8.585  |
| 1       | Juan Martín Díaz     | España    | 8.585  |
| 3       | Pablo Lima           | Brasil    | 5.517  |
| 3       | Juani Mieres         | España    | 5.517  |
| 5       | Sanyo Gutiérrez      | Argentina | 4.000  |
| 5       | Maxi Sánchez         | Argentina | 4.000  |
| 7       | Paquito Navarro      | España    | 3.529  |
| 8       | Maxi Grabiel         | Argentina | 3.421  |
| 9       | Cristián Gutiérrez   | Argentina | 3.257  |
| 9       | Matías Díaz          | España    | 3.257  |
| 11      | Adrián Allemandi     | Argentina | 2.538  |
| 12      | Miguel Lamperti      | Argentina | 2.423  |
| 13      | Aday Santana         | España    | 1.800  |
| 13      | Jordi Muñoz          | España    | 1.800  |
| 15      | Gabriel Reca         | Argentina | 1.700  |
| 15      | Seba Nerone          | Argentina | 1.700  |

### Ranking femenino
| Ranking | Nombre               | País      | Puntos |
| ------- | -------------------- | --------- | ------ |
| 1       | Mapi Sánchez Alayeto | España    | 6.300  |
| 1       | Majo Sánchez Alayeto | España    | 6.300  |
| 3       | Alejandra Salazar    | España    | 6.150  |
| 3       | Icíar Montes         | España    | 6.150  |
| 5       | Elisabeth Amatriaín  | España    | 4.550  |
| 5       | Patricia Llaguno     | España    | 4.550  |
| 7       | Marta Marrero        | España    | 4.086  |
| 8       | Catalina Tenorio     | Argentina | 3.800  |
| 9       | Carolina Navarro     | España    | 3.338  |
| 9       | Cecilia Reiter       | Argentina | 3.338  |
| 11      | Lucía Sainz          | España    | 2.550  |
| 11      | Marta Ortega         | España    | 2.550  |
| 13      | Nelida Brito         | Argentina | 1.688  |
| 13      | Valeria Pavón        | Argentina | 1.688  |
| 15      | Paula Eyheraguibel   | Argentina | 1.575  |